# Kepler-292
Kepler-292 is een ster in het sterrenbeeld Zwaan (Cygnus). De ster is een oranje dwerg en heeft vijf bevestigde exoplaneten. De ster is kleiner dan de Zon en ligt op een afstand van 3546 lichtjaar. 

## Planetenstelsel
Het planetenstelsel van de ster werd ontdekt door de Kepler-ruimtetelescoop van NASA en bevestigd in 2014. Toen werden de vijf exoplaneten bevestigd door middel van transitiefotometrie.
| Planeet | Massa       | Halve lange as (AE) | Omlooptijd (dagen) | Excentriciteit | Straal   |
| ------- | ----------- | ------------------- | ------------------ | -------------- | -------- |
| b       | 0,008449 MJ | 0,035               | 2,58               | —              | 0,118 RJ |
| c       | 0,012380 MJ | 0,045               | 3,72               | —              | 0,131 R⊕ |
| d       | 0,017499 MJ | 0,068               | 7,06               | —              | 0,199 R⊕ |
| e       | 0,020667 MJ | 0,097               | 11,98              | —              | 0,238 R⊕ |
| f       | 0,018396 MJ | 0,141               | 20,83              | —              | 0,210 R⊕ |